# Солдатська
Солдатська (рос. Солдатская) — станиця у Прохладненському районі Кабардино-Балкарії Російської Федерації.
Орган місцевого самоврядування — сільське поселення станиця Солдатська. Населення становить 4344 особи.

## Історія
Згідно із законом від 27 лютого 2005 року органом місцевого самоврядування є сільське поселення станиця Солдатська.

## Населення
| 1926 | 1970  | 1989  | 2002  | 2010  |
| ---- | ----- | ----- | ----- | ----- |
| 4290 | ↗4436 | ↘4338 | ↗4516 | ↘4344 |